# إل. غريغوري جونز
إل. غريغوري جونز (بالإنجليزية: L. Gregory Jones)‏ هو أكاديمي أمريكي، ولد في 1960.